# 泉州公交45路
泉州公交45路是中华人民共和国泉州市境内的一条公共交通线路，全程22.8公里。起讫点为埭头公交站至福厦铁路泉州站，运营时间为埭头公交站：5:50-21:50；福厦铁路泉州站：6:50-22:50。

## 历史
- 2008年2月20日，泉州市物价委批准泉州公交发展有限公司（公交集团前身）关于45路的票价核定申请
- 2008年3月1日，45路正式开通。初期运营区间为洛江五金机电商城至嘉信茂广场。初期运营时间为五金机电商城6:00-18:00、嘉信茂广场6:50-19:00。初期票价为分段计价¥4.0/人。初期使用车辆为37路退下的8辆星王ZA6790E型无空调汽油客车[1]
- 2010年9月，45路接手增加自37路退下的4部亚星JS6770H型无空调柴油客车，配车数增加至12部
- 2010年11月，45路接手并更换自7路退下的10部大金龙XMQ6891G1型空调柴油客车。
- 2012年5月18日，45路运营区间变更为海峡体育中心西门至福厦高铁泉州站，取消途径普贤路、泉山路、城北路、城西路、嘉信茂广场，票价变更为¥3.0/人[2]
- 2013年7月22日，因普贤路城中村改造，造成普贤路北段无法通行，45路取消途径普贤路北段，改为途径站前东西大道[3]
- 2014年1月24日，45路试行春运期间夜班服务[4]
- 2014年4月28日，45路正式开通夜班服务[5][6]
- 2014年11月，45路增加投放3辆西虎QAC6100NG5-1型空调LNG公交车，并退下3部XMQ6891G1
- 2015年11月，45路接手并更换自7路退下的10部福达FZ6890UF3G3和自19路退下的2部福达FZ6106UF63型空调柴油公交车，配车数达到15部，原有10部XMQ6891G1退役
- 2016年12月27日，45路更换为15部金旅XML6105JHEVG5CN2型插电式LNG气电混合动力空调公交车[7]
- 2018年5月，45路全线更换为16部金旅XML6855JEVW0C型空调电动巴士，并退下原有15部XML6105JHEVG5N2
- 2020年1月27日，为配合洛江区交通局关于新型冠状病毒肺炎防控要求。45路自当日首班起暂停运行至2月16日。
- 2020年2月17日，45路自该日起恢复运营。[8]
- 2022年2月13日，自该日起45路双向增停阳新街中段站。[9]
- 2022年3月16日，因疫情防控要求暂停中心市区范围内所有公交线路运营。45路自当日首班起暂停运营至4月17日。[10]
- 2022年4月18日，45路恢复运营。[11]
- 2022年12月21日，受万虹路拓宽改造影响，45路自该日起临时取消途径前洋社区站，改为途径朋虹街、阳明路至阳新街中段后原线行驶，其他不变。
- 2023年2月8日，45路恢复途径前洋社区站，取消途径阳明路。[12]
- 2023年9月25日，自该日起45路单向增停站前广场站。原软件园北门更名为数字经济产业园北站。[13]
- 2025年3月3日，因优化调整。45路取消途径海峡体育中心首末站。改为途径东辅路至埭头公交站始发终到。并增停双阳社区卫生服务中心，运营时间调整为埭头公交站5:50-21:50、福厦铁路泉州站6:50-22:50。里程数由20.1公里增加至22.8公里，票价、配车不变。[14][15]

## 站点
| 路线 | 路线 | 路线 | 所在地区、街道 | 所在地区、街道               | 站点名               | 备注                |
| ---- | ---- | ---- | -------------- | ---------------------------- | -------------------- | ------------------- |
|      |      |      | 丰泽区         | 东辅路                       | 埭头公交站           | 起讫站              |
|      |      |      | 丰泽区         | 东辅路                       | 东辅路南段           |                     |
|      |      |      | 丰泽区         | 东辅路                       | 东辅路中段           |                     |
|      |      |      | 丰泽区         | 东辅路                       | 东辅路北段           | 原名 喜盈门         |
|      |      |      | 丰泽区         | 体育街                       | 体育街西段           |                     |
|      |      |      | 丰泽区         | 体育街                       | 世界城北门           |                     |
|      |      |      | 丰泽区         | 安吉路                       | 海峡体育中心         |                     |
|      |      |      | 丰泽区         | 安吉路                       | 金凤屿路口           |                     |
|      |      |      | 洛江区         | 安吉路                       | 医高专               | 原名 五金城         |
|      |      |      | 洛江区         | 安吉路                       | 景明花园             |                     |
|      |      |      | 洛江区         | 安吉路                       | 洛江交通局           |                     |
|      |      |      | 洛江区         | 安吉路                       | 吉源小区             |                     |
|      |      |      | 洛江区         | 万虹路                       | 万虹路口             | 分段点              |
|      |      |      | 洛江区         | 万虹路                       | 杏宅路口             |                     |
|      |      |      | 洛江区         | 万虹路                       | 洛江外国语学校       | 原名 塘西           |
|      |      |      | 洛江区         | 万虹路                       | 洛江消防大队         |                     |
|      |      |      | 洛江区         | 万虹路                       | 塘西社区             |                     |
|      |      |      | 洛江区         | 万虹路                       | 新南路口             | 原名 万鸿医院       |
|      |      |      | 洛江区         | 万虹路                       | 室仔前               |                     |
|      |      |      | 洛江区         | 万虹路                       | 南山社区             |                     |
|      |      |      | 洛江区         | 万虹路                       | 南山                 |                     |
|      |      |      | 洛江区         | 万虹路                       | 新田                 |                     |
|      |      |      | 洛江区         | 万虹路                       | 白叶                 |                     |
|      |      |      | 洛江区         | 万虹路                       | 洛江公共文化中心     |                     |
|      |      |      | 洛江区         | 万虹路                       | 南方科技学校         | 原名 莲村           |
|      |      |      | 洛江区         | 阳新街                       | 前洋社区             |                     |
|      |      |      | 洛江区         | 阳新街                       | 阳新街中段           |                     |
|      |      |      | 洛江区         | 阳新街                       | 双阳社区卫生服务中心 |                     |
|      |      |      | 洛江区         | 阳光南路                     | 双阳街道办事处       | 分段点              |
|      |      |      | 洛江区         | 阳光南路                     | 工业区路口           |                     |
|      |      |      | 洛江区         | 朋虹街                       | 山兜                 |                     |
|      |      |      | 丰泽区         | 联丰大街 （原 站前东西大道） | 群峰社区             |                     |
|      |      |      | 丰泽区         | 联丰大街 （原 站前东西大道） | 数字经济产业园北     | ↑ 原名 泉州软件园北 |
|      |      |      | 丰泽区         | 联丰大街 （原 站前东西大道） | 正骨医院北峰院区     | ↓                   |
|      |      |      | 丰泽区         | 联丰大街 （原 站前东西大道） | 站前广场             | ↓                   |
|      |      |      | 丰泽区         | 联丰大街 （原 站前东西大道） | 福厦铁路泉州站       | 起讫站              |

## 票价
45路为分段计价，全程票价¥3.0。其中：
- 埭头公交站至万虹路口：1元/人
- 万虹路口至双阳街道办事处：1元/人
- 双阳街道办事处至福厦铁路泉州站：1元/人
- 泉通卡普通卡9折，月票卡优惠无效，敬老卡、爱心卡有效。
- 可使用泉城通APP及支付宝、云闪付、微信乘车码支付

## 配车
45路配车数总计18部，其中：
- 金旅XML6855JEVW0C 16部
- 大金龙XMQ6802AGBEVL2  2部

- 星王ZA6790E
（2008.3 - 2010.11）
- 亚星JS6770H
（2008.3 - 2010.11）
- 大金龙XMQ6891G1
（2010.11 - 2015.11）
- 福达FZ6890UF3G3
（2015.11 - 2016.12）
- 西虎QAC6100NG5-1
（2014.11 - 2016.12）
- 金旅XML6105JHEVG5CN2
（2016.12 - 2018.5）
- 金旅XML6855JEVW0C
（2018.5 - ）
- 大金龙XMQ6802AGBEVL2
（2020.5 - ）

## 相关
- 泉州公交线路列表